# 榎本広行
榎本 広行（えのもと ひろゆき、1967年2月19日 - ）は、日本の元レーシングドライバー。埼玉県川越市出身。e-cube group CEO。

## 経歴
1987年に筑波プロダクションレースにてレースデビュー。
1992年に真田睦明率いるチームトランスグローバルに加入し、TSC、RJ、Fミラージュ、Fトヨタ、F4、F3、ミラージュカップ、N1耐久、GT選手権等で活躍。
1991年　東日本RJ選手権シリーズチャンピオン
1994年,1995年　N1耐久クラス2（BMW M3）シリーズチャンピオン。
1999年まで活躍した。
引退後は実業家として、現在e-cube groupのCEOを務める。